# Campeonato Mundial de Ciclismo en Pista de 1981
El LXXVIII Campeonato Mundial de Ciclismo en Pista se celebró en Brno (Checoslovaquia) entre el 31 de agosto y el 5 de septiembre de 1981 bajo la organización de la Unión Ciclista Internacional (UCI) y la Federación Checoslovaca de Ciclismo.
Las competiciones se realizaron en Velódromo de Brno. En total se disputaron 14 pruebas, 12 masculinas (5 profesionales y 7 amateur) y 2 femeninas.

## Medallistas

### Masculino profesional
| Evento                 | Oro                     | Plata                        | Bronce                          |
| ---------------------- | ----------------------- | ---------------------------- | ------------------------------- |
| Velocidad individual   | Koichi Nakano Japón     | Gordon Singleton · Canadá    | Kenji Takahashi Japón           |
| Persecución individual | Alain Bondue Francia    | Hans-Henrik Ørsted Dinamarca | Bert Oosterbosch · Países Bajos |
| Carrera por puntos     | Urs Freuler · Suiza     | Daniel Clark Australia       | Giuseppe Saronni · Italia       |
| Keirin                 | Daniel Clark Australia  | Guido Bontempi · Italia      | Chiyoshi Kubo Japón             |
| Medio fondo            | René Kos · Países Bajos | Bruno Vicino · Italia        | Wilfried Peffgen RFA            |

### Masculinoamateur
| Evento                  | Oro                                                        | Plata                                                                   | Bronce                                                             |
| ----------------------- | ---------------------------------------------------------- | ----------------------------------------------------------------------- | ------------------------------------------------------------------ |
| Velocidad individual    | Serguei Kopylov URSS                                       | Lutz Heßlich RDA                                                        | Detlef Uibel RDA                                                   |
| Persecución individual  | Detlef Macha RDA                                           | Dainis Liepiņš URSS                                                     | Maurizio Bidinost · Italia                                         |
| Persecución por equipos | RDA Detlef Macha Bernd Dittert Axel Grosser Volker Winkler | URSS Alexandr Krasnov Viktor Manakov Alexandr Kulikov Nikolai Kuznetsov | Checoslovaquia Martin Penc Aleš Trčka František Raboň Jiří Pokorný |
| 1 km contrarreloj       | Lothar Thoms RDA                                           | Fredy Schmidtke RFA                                                     | Serguei Kopylov URSS                                               |
| Carrera por puntos      | Lutz Haueisen RDA                                          | Leonard Nitz Estados Unidos                                             | Michael Markussen Dinamarca                                        |
| Medio fondo             | Mattheus Pronk · Países Bajos                              | Rainer Podlesch RFA                                                     | Max Hürzeler · Suiza                                               |
| Tándem                  | Checoslovaquia Ivan Kučírek Pavel Martínek                 | RFA Dieter Giebken Fredy Schmidtke                                      | Polonia · Ryszard Konkolewski · Zbigniew Płatek                    |

### Femenino
| Evento                 | Oro                         | Plata                          | Bronce                 |
| ---------------------- | --------------------------- | ------------------------------ | ---------------------- |
| Velocidad individual   | Sheila Young Estados Unidos | Claudine Vierstraete · Bélgica | Claudia Lommatzsch RFA |
| Persecución individual | Nadezhda Kibardina URSS     | Tamara Poliakova URSS          | Jeannie Longo Francia  |

## Medallero
| Núm. | País           | Oro | Plata | Bronce | Total |
| ---- | -------------- | --- | ----- | ------ | ----- |
| 1    | RDA            | 4   | 1     | 1      | 6     |
| 2    | URSS           | 2   | 3     | 1      | 6     |
| 3    | Países Bajos   | 2   | 0     | 1      | 3     |
| 4    | Australia      | 1   | 1     | 0      | 2     |
| 4    | Estados Unidos | 1   | 1     | 0      | 2     |
| 6    | Japón          | 1   | 0     | 2      | 3     |
| 7    | Checoslovaquia | 1   | 0     | 1      | 2     |
| 7    | Francia        | 1   | 0     | 1      | 2     |
| 7    | Suiza          | 1   | 0     | 1      | 2     |
| 10   | RFA            | 0   | 3     | 2      | 5     |
| 11   | Italia         | 0   | 2     | 2      | 4     |
| 12   | Dinamarca      | 0   | 1     | 1      | 2     |
| 13   | Bélgica        | 0   | 1     | 0      | 1     |
| 13   | Canadá         | 0   | 1     | 0      | 1     |
| 15   | Polonia        | 0   | 0     | 1      | 1     |
|      | TOTAL          | 14  | 14    | 14     | 42    |